# Carles Juanmarti
Carles Juanmartí, est un kayakiste espagnol pratiquant le slalom. Il est né le 20 décembre 1978.

## Palmarès

### Jeux olympiques
- Jeux olympiques de 2004 à Athènes
  - 11e en K1

### Championnats du monde de canoë-kayak slalom
- 2009 à La Seu d'Urgell,  Espagne
  -  Médaille de bronze en K1
  -  Médaille de bronze en relais 3xK1